# R360

Logo de la borne R360 de Sega

La R360 est une borne d'arcade gyroscopique créée par Sega en 1992. C'est une borne d'arcade assise de type simulateur de vol dont l'objectif est de reproduire les mouvements affichés à l'écran en faisant tourner la borne. Le siège et le cockpit sont montés sur un système mécanique qui permet à la borne de tourner entièrement à 360 degrés dans chaque direction,.

## Description
La borne est un simulateur de vol fonctionne comme un gyroscope avec deux degrés de liberté sur deux axes et procure une capacité de rotation à 360 degrés dans tous les sens. Une demi-sphère dont un axe est fixe à l'horizontale comporte un cercle fou en rotation sur un axe, qui lui, comporte la borne cockpit et siège fous également en rotation sur un axe. Le système d'arcade est situé dans une petite borne attenante au demi-cercle, qui sert de tour de contrôle et permet de gérer la borne. Un System 32 de Sega est utilisé pour gérer la tour de contrôle.
La borne a reçu deux jeux et deux systèmes d'arcade ont été utilisés. R360: G-Loc - Air Battle (développé par AM2 et Yu Suzuki) est le jeu principalement utilisé sur R360, sur système d'arcade Y Board de Sega,. Une seconde version de la borne a été réalisée par Sega avec Wing War: R360 sur Model 1 de Sega. Il existe très peu de R360 avec Model 1 et Sega a arrêté la production très rapidement. Il a souvent été question d'une autre version avec le jeu After Burner II sur X Board mais aucune information n'a jamais été trouvée, l'existence de cette version est probablement une rumeur.

## Inconvénient
La borne ne répond pas bien aux commandes de contrôle, les mouvements sont produits en retard. Il y a un temps de latence entre l'action sur les commandes et les réactions de la borne. Ces retards sont liés au poids de la borne et des problématiques de conception (système de rotation, non-adapté au poids). Il arrive parfois que pendant le jeu le vol soit normal, et que la borne est à l'envers (les pieds en l'air). La borne est capable de s'arrêter en vol et de changer de direction, ce qui peut rendre malade le joueur, tout comme les changements de direction et diverses révolutions.

## Sécurité
Le joueur est attaché au siège avec un harnais de sécurité du même type que dans les manèges à sensation.
La borne est utilisée en compagnie d'un assistant qui gère le poste de commande et qui peut à tout moment arrêter le fonctionnement avec un bouton d'arrêt d'urgence. Un bouton d'arrêt d'urgence est également présent dans la borne pour le joueur, mais s'il appuie dessus la borne ne se remet à l'horizontale à l'endroit mais s'arrête telle qu'elle est. L’assistant doit intervenir pour remettre la borne à l'endroit. Quand la borne était en activité, il y avait une barrière à un mètre de circonférence de la borne et des capteurs sont présents sur la borne qui arrêtaient le fonctionnement en cas d'activation. Des capteurs sont également présent pour contrôler si le joueur sort la tête, une jambe ou le bras de la borne et arrête la machine si c'est le cas.